# 終物語
『終物語』（オワリモノガタリ）は、西尾維新による青春怪異小説。〈物語〉シリーズの通巻15巻目として講談社BOXレーベルにて上巻が2013年10月に、通巻16巻目として中巻が2014年1月に、通算17巻目として下巻が2014年4月に刊行された。イラストはVOFANと針玉ヒロキ（雑誌掲載時のみ）が手掛けている。

## 概要
〈物語〉シリーズ・ファイナルシーズンの第三弾。『終物語』は当初は全1巻の予定だったが、作者の西尾が予定よりも多く書いたため、上下2巻構成、さらに上巻発売後には上中下3巻構成となった。「別冊少年マガジン」の2013年10月号には第一話の「おうぎフォーミュラ」と、雑誌掲載時限定の企画として、忍野扇から「読者への挑戦状」が掲載された。本作は犯人を当てる推理小説の体裁になっており、容疑者一覧表（各人の特徴コメント付き）と犯人を記入する頁が用意された。また、同誌に連載している漫画家の及川徹、押見修造、はっとりみつるによる犯人当ても掲載された。（上記の企画は単行本には収録されていない。）
上巻は時系列的には本シリーズの主人公である阿良々木暦（あららぎこよみ）の高校三年の10月下旬となっているが、彼の過去の事件が語られる。暦が少年時代に出会った数学の得意な少女・老倉育（おいくらそだち）に纏わるエピソードを忍野扇（おしのおうぎ）が聞き出し、それに纏わる謎を解く。
中巻は『傾物語』『鬼物語』から続く暦の夏休み最後の冒険の結末、400年振りに復活した忍野忍（おしのしのぶ）の最初の眷属・「初代怪異殺し」との対決が描かれている。時系列的には『猫物語（白）』後半部と同時進行であり、クロスオーバーする場面もいくつか登場している。
下巻は『暦物語』第十二話「こよみデッド」の続きの物語。阿良々木暦が迎えた大学受験当日の朝の、地獄の底における八九寺真宵（はちくじまよい）との再会、戦場ヶ原ひたぎ（せんじょうがはらひたぎ）との高校生活最後のデート、そして忍野扇との最終決戦が描かれる。
単行本は講談社BOXで発売され、上巻には第一話「おうぎフォーミュラ」、第二話「そだちリドル」、第三話「そだちロスト」、中巻には第四話「しのぶメイル」、下巻には第五話「まよいヘル」、第六話「ひたぎランデブー」、第七話「おうぎダーク」が収録される。なお、前作『暦物語』巻末での予告では『終物語 第完話「おうぎダーク」』とされていた。
上巻のパッケージイラストには忍野扇、中巻には臥煙伊豆湖、下巻には戦場ヶ原ひたぎが描かれている。

## あらすじ
上巻
十月下旬、私立直江津高校三年生の阿良々木暦は、転校してきたばかりの一年生女子、忍野扇を後輩の神原駿河から紹介された。
放課後、扇は不思議なことを言い出した。彼女はとある事情から転校を繰り返しており、新しい学校に来るたびにその図面を作成しているという。そして、直江津高校の図面を作成したところ不思議な点があるのだと。図面上は3階の視聴覚室が奇妙に細長くなっているはずが、中からはそうは見えない。もしかしたらそのスペースには何か隠し部屋があるのかもしれないと。暦と扇はその隠し部屋を発見し、中に入るのだが、その部屋から出られなくなってしまう。時計が止まり、扉も窓も接着剤で張り付けられたように動かない。窓や扉を破壊しようにも机も椅子も跳ね返されてしまう。まるで、時が止まったかのように。
扇は何らかの怪異現象では無いかと言いだし、暦は二年前のある事件を思い出す。犯人が分かるまで決して出られない教室で、暦は自分が孤立した原因となった「物語」を扇に語った。
中巻
夏休みが終わって二学期が始まった直後、吸血鬼もどきの高校生阿良々木暦は半年ぶりに生身の人間に戻っていた。普段は彼の影に潜んでいるはずの吸血鬼・忍野忍がとある事件によって、影から消えてしまったからである。そのような状態で怪異の専門家・臥煙伊豆湖に、暦の後輩である神原駿河を呼び出してほしいと頼まれる。
依頼通り、暦は駿河を学習塾跡に呼び出すのだが、そこで二人は恐ろしい力を持つ謎の鎧武者、さらに突然の火災に襲われる。斧乃木余接の助けで辛くも命拾いした二人は、忍、そして伊豆湖と再会し、その鎧武者の正体が、400年の時を経て復活した忍の最初の眷属・初代怪異殺しであることを知った。
少年の姿で再び暦の前に現れた初代怪異殺しは忍との復縁を望むが、忍は頑なに拒絶、暦は伊豆湖に呼び出された吸血鬼ハンター・エピソードと共に、初代怪異殺しと対決する。
下巻
三月中旬、大学受験当日の朝に臥煙伊豆湖に殺された阿良々木暦は、八大地獄のうち最も重い罪を犯した人間の送られる地獄、阿鼻地獄（あびじごく）で八九寺真宵と再会する。伊豆湖に遣わされた真宵に話を聞くと、暦が殺されたのは伊豆湖の作戦の一環であり、妖刀「夢渡（ゆめわたり）」の力によって暦は生き返ることができると知る。
暦はかつて自身が経験してきた場面の再現を案内されつつ、伊豆湖と真宵の仲介役に出会うこととなる。それは、かつて死体の憑藻神・斧乃木余接に殺された人形使い・手折正弦だった。
余接に殺された正弦が人形であったことを知った暦は、天から降りてきた白蛇に掴まって現世に戻るよう促される。白蛇を掴んだ暦は、引き上げられる間際に真宵を抱いて、現世に連れ帰ってしまう。

## 登場キャラクター
阿良々木 暦（あららぎ こよみ）
声 - 神谷浩史
本作の主人公。私立直江津高校に通う三年生男子。中学の頃は成績が良かったが、進学校の直江津高校に来てからは、授業についていけず、得意であった数学だけが取り柄の落ちこぼれとなってしまった。一年生の頃から友達がいない「ぼっち」だった。高校三年になってから吸血鬼・忍野忍（おしのしのぶ）の影響で高い治癒能力を持つようになった。
忍野 扇（おしの おうぎ）
声 - 水橋かおり
上下巻のヒロインの一人にして、『終物語』全体のキーパーソン。直江津高校に十月になってから転校してきた一年生女子。かつて暦が世話になった忍野メメの姪を自称している。暦を何かにつけて愚か者扱いする。
老倉 育（おいくら そだち）
声 - 井上麻里奈
「上巻」全体のヒロイン。一年三組の学級委員長だった女子。ニックネームは苗字から「ハウマッチ」だが自らはオイラーと呼ばれたがっている。見かけよりもキツそうな性格。
羽川 翼（はねかわ つばさ）
声 - 堀江由衣
ヒロインの一人。暦のクラスの委員長。学年トップの成績をずっと維持する超・優等生。八月に怪異の影響で髪に白髪が混じってしまったため、黒く染めている。
忍野 忍（おしの しのぶ）
声 - 坂本真綾
「しのぶメイル」のヒロインの一人。現在は力を奪われ8歳ほどの幼女の姿になっているが、本来は500年を生きる怪異の王。普段は暦の影の中で眠っているが、八月二十四日現在はそのペアリングは切れている。翌年三月十三日（「まよいヘル」以降）では完全にペアリングの切られた完全体・キスショット・アセロラオリオン・ハートアンダーブレードの姿でも登場する。
神原 駿河（かんばる するが）
声 - 沢城みゆき
「しのぶメイル」のヒロインの一人。直江津高校二年生の女子。女子バスケットボール部の元エース。暦に扇を紹介した。
戦場ヶ原 ひたぎ（せんじょうがはら ひたぎ）
声 - 斎藤千和
「ひたぎランデブー」のヒロイン。暦のクラスメイト。一年生の時から暦とは同じクラスで、病弱な美少女として知られていた。高校三年生になってからは暦の彼女になった。
八九寺 真宵（はちくじ まよい）
声 - 加藤英美里
「まよいヘル」のヒロイン。11年前に交通事故に遭って死んだが、その後も地縛霊として現世に居続けた少女。親より先に死んだため、八月に成仏した後、地獄の入口・賽（さい）の河原で石積みの罰を受けていた。
阿良々木 月火（あららぎ つきひ）
暦の下の妹。撫子が漫画を描く手伝いをしている。その正体は不死鳥が人の姿に化けて産まれた怪異だが、本人に自覚は無い。
千石 撫子（せんごく なでこ）
声 - 花澤香菜
かつて蛇神となった少女。漫画家になるのが夢。「おうぎダーク」登場時には髪型をベリーショートに変え、暦への恋心にも整理がついている。
阿良々木 火憐（あららぎ かれん）
暦の上の妹。頭が悪い。
臥煙 伊豆湖（がえん いずこ）
声 - ゆきのさつき
駿河の叔母。怪異の専門家で自分のことを「何でも知ってるおねーさん」と称している。
斧乃木 余接（おののき よつぎ）
声 - 早見沙織
暴力陰陽師・影縫余弦（かげぬい よづる）に支える式神の童女。周りの人に影響されやすい性質であるため、ちょくちょく口調が変化する。
エピソード
声 - 入野自由
巨大な十字架を武器として使うヴァンパイア・ハンター。吸血鬼と人間のハーフで白ランに三白眼の男。「超ウケる」が口癖。
初代怪異殺し
声 - 小山力也、神谷浩史（少年）
400年前にキスショットと出会った武士。キスショットの第1の眷属となり、直後に焼身自殺をしたはずだったが復活を遂げた。
手折 正弦（ており ただつる）
二月に余接に殺された人形使い。しかしその時の正弦は、一体の人形であった。本人は昔から天国で暮らしている。
忍野 メメ（おしの メメ）
怪異の専門家。暦達の恩人。六月に暦達の町を去ってから消息不明になっている。

### 元・一年三組
足根 敬離（あしね けいり）
出席番号は一番。美男子で性格も良い。
蟻暮 琵琶（ありくれ びわ）
きつい性格だが、ピアニスト志望でいつも手袋をしている女子。ニックネームは「アリクイ」。
医上 道定（いがみ みちさだ）
ニックネームは「ドクター」。老倉主催の勉強会には参加していたが、その中では点数が最も低く68点を取っている。気前のいい性格でお菓子を差し入れた。
浮飛 急須（うきとび きゅうす）
勉強は苦手だが頭はいいタイプの女子。数学のテストでは女子の中では最低点の57点を取った。
効越 煙次（ききごえ えんじ）
悪戯好きな男子。ニックネームは「スパイ」。
雉切 帆河（きじきり ほか）
マイペースを絵にかいたような性格の女子で一時期は不登校になったりしていた。
苦部 合図（くべ あいず）
ニックネームは「図書委員」の女子。直江津高校には図書委員会は無いが、読書家なのでそう呼ばれている。特に日本国外の古典小説が好き。
激坂 なげき（げきさか なげき）
積極的な性格の女子。ニックネームは「投げキッス」。7月15日の臨時学級会では書記を買って出た。
甲堂 草書（こうどう そうしょ）
女子バレー部員。他人の物を借りては乱暴に扱う癖に、自分の物を貸すのは嫌がる難儀な性格。
小馬 沖忠（こうま おきただ）
一年三組の生徒だった男子。前の方の席に座っている。声が奇麗。
品庭 綾伝（しなにわ あやづて）
エリート意識が高く、他人を見下す傾向がある男子。
周井 通真（しゅうい つうま）
一年三組の副委員長だった男子。生真面目で模範的な生徒。暦は彼がゲーセンのダンスゲームに興じていたのを見たことから憎からず思っている。
趣沢 住度（しゅざわじゅうど）
教えたがりな性格の男子だが、暦は押しつけがましいと思っている。左右両方の手に腕時計をしている。
巣内 告詞（すうちこくし）
控え目で大人しい性格の男子。勉強会にも参加していた。
砂浜 類瀬（すなはま るいせ）
面倒くさがりだが、掃除が好きな性格の女子。数学のテストの日は日直で、勉強会で散らかった教室の後片付けをした。
題野 木苺（だいの きいちご）
理論的で口が達者な女の子。ニックネームは「だあちゃん」。
鉄条 径（てつじょう こみち）
ソフトボール部に所属しており、クラスのまとめ役。ニックネームは「ジョー」。実際はこのクラスの担任である。
問嶋 水仙（といしま すいせん）
二年前、一年三組に在籍していた女子。笑い上戸。ニックネームは「スイ」。
糖根 軸（とうね じく）
食べる時が何よりも幸せという大食家で癒し系な性格の女子。ニックネームは「アイシング」。
長靴 頂下（ながぐつ ちょうか）
お調子者で一年三組のムードーメーカー。しかし、調子に乗りすぎて女子を泣かしてしまうため、女子からは嫌われている。
把賀 濾過（はが ろか）
陸上部所属。ゲームが大好きで携帯ゲーム機を学校にもってきては没収されている。勉強会に参加して猛勉強した結果96点という好成績を収めた。
速町 整子（はやまち せいこ）
真ん中の方の席に座っている女子。ネイルをして、髪を茶色に染め、化粧をしている。
氷熊 戚朗（ひぐま せきろう）
中学時代に生徒会長を務めていた男子生徒で女子の人気が高い。ニックネームは「キロ」。
菱形 情路（ひしがた じょうろ）
姉御肌のソフトボール部員。喧嘩っぱやいが、頼りがいがあり皆から信頼されている。
深遠 霜乃（ふかどお しもの）
かわい子ぶる女の子で可愛らしい髪飾りを付けて学校にきていた。
服石 点呼（ふくいし てんこ）
気弱で引っ込み思案な性格の少女。愛称は「フッキー」。
歩藤 しじま（ふどう しじま）
水泳部に所属しており、塩素で脱色されたため茶色の髪をしている女子。父親がプロ野球選手と言う嘘をついている。
冬波 境篤（ふゆなみ さかあつ）
男子バレー部員。背が低いのを気にしており、背を伸ばすためにバレー部に入った。甲堂の幼馴染。
窓村 壁（まどむら かべ）
軽音部に所属するロックな男子生徒。洋楽が好きで英語が得意だが、数学が苦手なため勉強会に参加していた。逆立った髪は単なる寝ぐせ。
毬角 瓢衣（まりずみ ひょうい）
姉のお下がりというだぶだぶの制服を着ている女子。髪の毛はザンバラで周囲からは変人扱いされている。
実崎 明媚（みざき めいび）
美術部員の男子。ニックネームは「カモ」。
目辺 実粟（めべ みあわ）
鉄条の後ろの席に座っている女子。関西出身でニックネームは「ホイップ」。気さくな性格で糖根と仲が良い。
湯場 職則（ゆば しょくのり）
野球部員だが籍を置いているだけの幽霊部員。学校も休みがちだったが、7月下旬に学校を辞めた。ニックネームは「頬杖」。
余来 承継（よき しょうけい）
「男とは何か」ということを良く語る暑苦しい男。暦は時代錯誤だと思っている。
割取 質枝（わりとり しつえ）
部活動には参加していないが、剣道を習っていた女子。好戦的な性格で、箒で人を叩くことが多かった。

## 書籍
- 西尾維新（著） / VOFAN（イラスト） 『終物語』 講談社〈講談社BOX〉、全3巻
  1. 「上」2013年10月21日第1刷発行（10月22日発売[4]）、ISBN 978-4-06-283857-3
  2. 「中」2014年1月29日第1刷発行（1月30日発売[5]）、ISBN 978-4-06-283861-0
  3. 「下」2014年4月1日第1刷発行（4月2日発売[6]）、ISBN 978-4-06-283868-9

## テレビアニメ
上中巻は2015年10月より12月までTOKYO MXほかにて放送された。初回は1時間スペシャルで放送。
下巻は2017年8月12日・13日に2夜連続2時間スペシャルとして放送された。

### スタッフ
- 原作 - 西尾維新（講談社BOX）
- キャラクター原案 - VOFAN
- 総監督 - 新房昭之
- 監督 - 板村智幸
- シリーズ構成 - 東富耶子、新房昭之
- キャラクターデザイン - 渡辺明夫
- プロダクションデザイン - 武内宣之
- 総作画監督 - 渡辺明夫、岩崎たいすけ、西澤真也（上中）、宮井加奈（下）
- レイアウト作監 - 高岡じゅんいち
- 美術設定 - 大原盛仁
- 美術監督 - 内藤健
- カラーデザイン - 滝沢いづみ
- 色彩設計 - 日比野仁、渡辺康子
- 撮影監督 - 江上怜
- 編集 - 松原理恵
- 音響監督 - 鶴岡陽太
- 音楽 - 羽岡佳
- 音楽制作 - アニプレックス
- 音楽プロデューサー - 山内真治
- プロデューサー - 岩上敦宏、松下卓也、久保田光俊
- アニメーション制作 - シャフト
- 製作 - アニプレックス、講談社、シャフト

### 主題歌
オープニングテーマ
「decent black」（「おうぎフォーミュラ」）
作詞 - meg rock / 作曲 - ミト / 編曲 - ミト、A-bee / 歌 - 忍野扇（水橋かおり）
「mathemagics」（「そだちリドル」、TV版「そだちロスト」其ノ貮）
作詞 - meg rock / 作曲・編曲 - ミト / 歌 - 老倉育（井上麻里奈）
「夕立方程式」（「そだちロスト」〈TV版を除く〉）
作詞 - meg rock / 作曲・編曲 - ミト / 歌 - 老倉育（井上麻里奈）
「mein schatz」（「しのぶメイル」〈TV版其ノ肆を除く〉）
作詞 - meg rock / 作曲 - ミト / 編曲 - ミト、高田龍一
「terminal terminal」（「まよいヘル」）
作詞 - meg rock / 作曲・編曲 - ミト、神前暁 / 歌 - 八九寺真宵（加藤英美里）
「dreamy date drive」（「ひたぎランデブー」〈TV版を除く〉）
作詞 - meg rock / 作曲・編曲 - 神前暁 / 歌 - 戦場ヶ原ひたぎ（斎藤千和）
「dark cherry mystery」（「おうぎダーク」）
作詞 - meg rock / 作曲・編曲 - ミト / 歌 - 忍野扇（水橋かおり）

エンディングテーマ
「さよならのゆくえ」（「おうぎフォーミュラ」「そだちリドル」「そだちロスト」「しのぶメイル」）
作詞・歌 - 瀧川ありさ / 作曲・編曲 - Saku、瀧川ありさ
「SHIORI」（「まよいヘル」「ひたぎランデブー」「おうぎダーク」）
作詞・作曲 - 小川智之 / 編曲 - 湯浅篤 / 歌 - ClariS

### 各話リスト
| 話 | 放送回   | サブタイトル              | 脚本              | 絵コンテ          | 演出              | 作画監督                                                                     |
| -- | -------- | ------------------------- | ----------------- | ----------------- | ----------------- | ---------------------------------------------------------------------------- |
| 1  | 第一話   | おうぎフォーミュラ 其ノ壹 | 木澤行人          | 板村智幸          | 板村智幸 大橋一輝 | 宮嶋仁志、住本悦子、山崎克之                                                 |
| 2  | 第一話   | おうぎフォーミュラ 其ノ貮 | 木澤行人          | 板村智幸          | 板村智幸 大橋一輝 | 中村真由美、築山翔太、櫻井司                                                 |
| 3  | 第二話   | そだちリドル 其ノ壹       | 中本宗応          | 大石美絵          | 吉澤翠            | 宮井加奈、藤本真由、越後光崇                                                 |
| 4  | 第三話   | そだちリドル 其ノ貮       | 木澤行人          | 数井浩子          | 尋田耕輔          | 井畑翔太、加藤剣                                                             |
| 5  | 第四話   | そだちロスト 其ノ壹       | 木澤行人          | 若林信            | 草川啓造          | 玉木慎吾、加藤弘将 大村将司、井畑翔太                                        |
| 6  | 第五話   | そだちロスト 其ノ貮       | 中本宗応          | 大石美絵          | 大谷肇            | 諏訪壮大、柳孝相 服部一郎、飯田宏義                                          |
| 7  | 第六話   | そだちロスト 其ノ参       | 中本宗応          | 安食圭            | 岡田堅二朗        | 宮嶋仁志、築山翔太 山崎克之、梶浦紳一郎                                      |
| 8  | 第七話   | しのぶメイル 其ノ壹       | 木澤行人          | 数井浩子          | 板村智幸          | 宮井加奈、高橋みき、石原恵治 中村真由美、櫻井司                              |
| 9  | 第八話   | しのぶメイル 其ノ貮       | 木澤行人          | 名村英敏 板村智幸 | 玉木慎吾          | 加藤弘将、井畑翔太、加藤剣                                                   |
| 10 | 第九話   | しのぶメイル 其ノ参       | 中本宗応          | 潮月一也          | 鈴木拓磨          | 宮嶋仁志、築山翔太、山崎克之                                                 |
| 11 | 第十話   | しのぶメイル 其ノ肆       | 中本宗応          | 大石美絵          | 草川啓造          | 加藤弘将、福島秀機 上野卓志、井畑翔太                                        |
| 12 | 第十一話 | しのぶメイル 其ノ伍       | 中本宗応          | 若林信            | 外山草            | 宮井加奈、伊藤良明、高橋みき 潮月一也、櫻井司、清水勝祐 中村真由美、野道佳代 |
| 13 | 第十二話 | しのぶメイル 其ノ陸       | 中本宗応          | 数井浩子          | 岡田堅二朗        | 宮嶋仁志、築山翔太、秋葉徹 山崎克之、杉山延寛、潮月一也                      |
| 14 | SP1日目  | まよいヘル 其ノ壹         | 木澤行人 中本宗応 | 板村智幸          | 板村智幸          | 佐藤隼也、秋葉徹、築山翔太                                                   |
| 15 | SP1日目  | まよいヘル 其ノ貮         | 木澤行人 中本宗応 | 板村智幸          | 金子祥之          | 佐藤隼也、秋葉徹、鈴木勘太 高橋みき、小堺能夫 宮嶋仁志、櫻井司               |
| 16 | SP1日目  | ひたぎランデブー 其ノ壹   | 木澤行人 中本宗応 | 数井浩子 板村智幸 | 中野彰子          | 中野彰子、小田多恵子                                                         |
| 17 | SP1日目  | ひたぎランデブー 其ノ貮   | 木澤行人 中本宗応 | 安食圭            | 板村智幸          | 秋葉徹、宮嶋仁志 佐藤隼也、高橋みき                                          |
| 18 | SP2日目  | おうぎダーク 其ノ壹       | 木澤行人 中本宗応 | 大石美絵          | 浅見隆司          | 秋葉徹、山崎克之、築山翔太 小堺能夫、櫻井司                                  |
| 19 | SP2日目  | おうぎダーク 其ノ貮       | 木澤行人 中本宗応 | 平向智子          | 宮西哲也          | 秋葉徹、築山翔太、小堺能夫 櫻井司、佐藤隼也、松浦力                          |
| 20 | SP2日目  | おうぎダーク 其ノ参       | 木澤行人 中本宗応 | 板村智幸          | 板村智幸          | 秋葉徹、宮嶋仁志、佐藤隼也 高橋みき、中俣由貴乃、池田弘明                    |

### 放送局
| 放送期間                  | 放送時間                     | 放送局       | 対象地域   | 備考                      |
| ------------------------- | ---------------------------- | ------------ | ---------- | ------------------------- |
| 2015年10月4日 - 12月20日  | 日曜 0:00 - 0:30（土曜深夜） | TOKYO MX     | 東京都     |                           |
|                           |                              | とちぎテレビ | 栃木県     |                           |
|                           |                              | 群馬テレビ   | 群馬県     |                           |
| 2015年10月7日 - 12月23日  | 水曜 1:00 - 1:30（火曜深夜） | チバテレ     | 千葉県     |                           |
|                           | 水曜 1:30 - 2:00（火曜深夜） | tvk          | 神奈川県   |                           |
|                           | 水曜 2:05 - 2:35（火曜深夜） | テレビ北海道 | 北海道     |                           |
|                           |                              | テレ玉       | 埼玉県     |                           |
|                           |                              | テレビ愛知   | 愛知県     |                           |
|                           |                              | TVQ九州放送  | 福岡県     |                           |
|                           | 水曜 2:30 - 3:00（火曜深夜） | 毎日放送     | 近畿広域圏 | 『アニメ特区』第1部       |
| 2015年10月11日 - 12月27日 | 日曜 0:00 - 0:30（土曜深夜） | BS11         | 日本全域   | BS放送 / 『ANIME+』枠     |
|                           | 日曜 1:00 - 1:30（土曜深夜） | AT-X         | 日本全域   | CS放送 / リピート放送あり |

| 配信期間                 | 配信時間           | 配信サイト                                                                                 |
| ------------------------ | ------------------ | ------------------------------------------------------------------------------------------ |
| 2015年10月7日 - 12月23日 | 水曜 23:00 - 23:30 | ニコニコ生放送                                                                             |
| 2015年10月7日 - 12月23日 | 水曜 23:30 更新    | ニコニコチャンネル                                                                         |
| 2015年10月8日 - 12月24日 | 木曜 12:00 更新    | バンダイチャンネル GYAO! PlayStation VideoMarket U-NEXT dアニメストア NTTぷらら アニメ放題 |

| 放送期間                | 放送時間           | 放送局       | 対象地域 | 備考   |
| ----------------------- | ------------------ | ------------ | -------- | ------ |
| 2017年8月12日 - 8月13日 | 両日 19:00 - 21:00 | TOKYO MX     | 東京都   |        |
|                         | 両日 20:00 - 22:00 | BS11         | 日本全域 | BS放送 |
|                         | 両日 21:00 - 23:00 | とちぎテレビ | 栃木県   |        |
|                         |                    | 群馬テレビ   | 群馬県   |        |

| 配信期間                | 配信時間           | 配信サイト |
| ----------------------- | ------------------ | ---------- |
| 2017年8月12日 - 8月13日 | 両日 19:00 - 21:00 | AbemaTV    |

### BD / DVD
| 巻     | 発売日         | 収録話                                                                             | コメンタリー                                                                                     | 規格品番      | 規格品番      | 規格品番   |
| 巻     | 発売日         | 収録話                                                                             | コメンタリー                                                                                     | BD限定版      | DVD限定版     | DVD通常版  |
| ------ | -------------- | ---------------------------------------------------------------------------------- | ------------------------------------------------------------------------------------------------ | ------------- | ------------- | ---------- |
| 第一巻 | 2015年12月23日 | おうぎフォーミュラ 其ノ壹 - 其ノ貳                                                 | 忍野扇、神原駿河                                                                                 | ANZX-11941/2  | ANZB-11941/2  | ANSB-11941 |
| 第二巻 | 2016年1月27日  | そだちリドル 其ノ壹 - 其ノ貳                                                       | 羽川翼、戦場ヶ原ひたぎ                                                                           | ANZX-11943/4  | ANZB-11943/4  | ANSB-11943 |
| 第三巻 | 2016年2月24日  | そだちロスト 其ノ壹 - 其ノ參                                                       | 老倉育、戦場ヶ原ひたぎ                                                                           | ANZX-11945/6  | ANZB-11945/6  | ANSB-11945 |
| 第四巻 | 2016年3月23日  | しのぶメイル 其ノ壹 - 其ノ參                                                       | 忍野忍、斧乃木余接                                                                               | ANZX-11947/8  | ANZB-11947/8  | ANSB-11947 |
| 第五巻 | 2016年4月27日  | しのぶメイル 其ノ肆 - 其ノ陸                                                       | 忍野忍、神原駿河                                                                                 | ANZX-11949/50 | ANZB-11949/50 | ANSB-11949 |
| 第六巻 | 2017年10月25日 | まよいヘル 其ノ壹 - 其ノ貳                                                         | 八九寺真宵、忍野忍(完全体)                                                                       | ANZX-13361/2  | ANZB-13361/2  | ANSB-13361 |
| 第七巻 | 2017年11月29日 | ひたぎランデブー 其ノ壹 - 其ノ貳                                                   | 斧乃木余接、忍野忍(完全体)                                                                       | ANZX-13363/4  | ANZB-13363/4  | ANSB-13363 |
| 第八巻 | 2017年12月27日 | おうぎダーク 其ノ壹 - 其ノ參                                                       | 羽川翼、忍野扇                                                                                   | ANZX-13365/6  | ANZB-13365/6  | ANSB-13365 |
| BOX    | 2022年12月21日 | 『憑物語』全4話 『暦物語』全12話 『終物語』全20話、総集篇全2話 『続・終物語』全6話 | 以前に発売された『憑物語』『暦物語』『終物語』『続・終物語』のBD / DVDに収録されたものを全て収録 | ANZX-16531〜8 | -             | -          |